# 대한지역사회영양학회
대한지역사회영양학회는 국민건강증진 및 우리농산물 이용률 향상과 급식산업발달을 촉진하는 기초연구 및 응용영양사업개발 목적으로 1995년 설립된 대한민국 농림수산식품부 소관의 사단법인이다. 학회 사무실은 서울특별시 용산구 한강로2가 2-36 한강현대하이엘 904호에 있다.
사무국: 02-749-0745, koreajcn@hanmail.net / 편집국: 02-749-0747, kjcn45@hanmail.net

## 주요 사업
- 농산물 활용 및 산업화 등 농림정책과 관련된 공익사업 협찬
- 급식산업화와 식품안정성 확보 등에 대한 기술정보지 발간
- 국민의 적정 영양상태를 위한 식품성분표 활용
- 위 사항과 관련된 식생활 교육매체 개발과 보급 등
- 각종 학회지 발간, 추계학술대회, 춘계심포지엄 개최

## 같이 보기
- 영양학
- 지역사회영양학